# Anagnota bicolor
Anagnota bicolor är en tvåvingeart som beskrevs av Johann Wilhelm Meigen 1838. Anagnota bicolor ingår i släktet Anagnota och familjen sumpflugor. Arten är reproducerande i Sverige. Inga underarter finns listade i Catalogue of Life.